# Theridion ricense
Theridion ricense là một loài nhện trong họ Theridiidae.
Loài này thuộc chi Theridion. Theridion ricense được Herbert Walter Levi miêu tả năm 1959.